# Pochwała za Odważne Zachowanie
Pochwała za Odważne Zachowanie (ang. Commendation for Brave Conduct) – australijskie odznaczenie cywilne przyznawane za bohaterski akt ratujący życie osób lub ich mienie w niezwykłych okolicznościach. Odznaczenie zostało ustanowione w lutym 1975, do 2007 przyznano je 132 razy.
W hierarchii australijskich odznaczeń cywilnych przyznawanych za odwagę jest czwartym odznaczeniem po Krzyżu Waleczności (CV), Gwieździe Odwagi (SC) i Medalu za Odwagę (BM).
W hierarchii australijskich odznaczeń zajmuje miejsce po Pochwale za Dzielność, a przed brytyjską Pochwałą Królowej za Odważne Zachowanie.